# Košulja
Košulja je odjevni predmet. Ime dolazi od latinske riječi casula što znači grubo sukno. Košulja je šivani komad tkanine od pamuka i poliestera, ima kragnu ili ovratnik, rukave (duge ili kratke) i zakopčava se gumbima cijelom dužinom.
Odlike kvalitetne košulje su: razrez na ovratniku, gumbi od sedefa, rezana je u leđima, ima ušiveno ojačanje u kutu između prednjeg i stražnjeg dijela, šav se sastoji od osam uboda po dužnom centimetru te ima višestruke nabore na prijelazu rukava u manšete.
Košulja je jedan od osnovnih odjevnih predmeta, nose je podjedanako muškarci i žene te razne dobne skupine. Pogodna je za poslovne i svečane prilike. Plavu košulju često nose policajci i svećenici u civilu, a crna košulja bila je znak ekstremnih skupina po kojoj su se i zvali "crnokošuljaši".
Ispod košulje često se nosi potkošulja, a iznad košulje sako uz kravatu. U džep košulje ponekad se stavi maramica. Najčešća je bijela boja košulje.
Vrste ovratnika na košuljama su: stegnuti ovratnik, ovratnik s gumbima, kent ovratnik (dobio ime po vojvodi od Kenta) i razmaknuti ovratnik. 

## Unutarnje poveznice
- Vyšyvanka (košulja)
- Majica

## Vanjske poveznice
|  | Zajednički poslužitelj ima stranicu o temi Košulje |
|  | Wječnik ima rječničku natuknicu shirt              |